# Lissonota freyi
Lissonota freyi är en stekelart som först beskrevs av Hellen 1915.
Lissonota freyi ingår i släktet Lissonota och familjen brokparasitsteklar. Arten är reproducerande i Sverige. Inga underarter finns listade i Catalogue of Life.